# Sampo

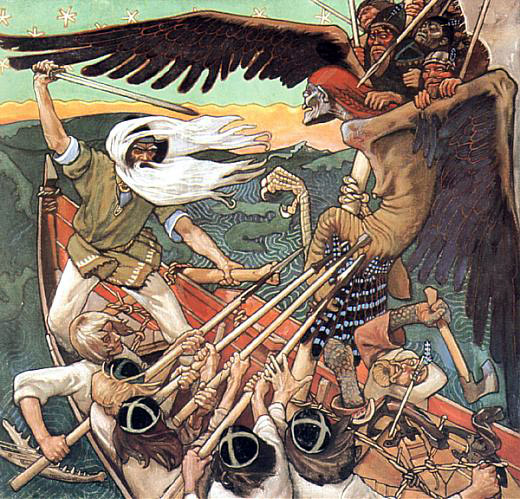
Obrona Sampo, Akseli Gallen-Kallela

Sampo – tajemniczy obiekt występujący w mitologii fińskiej, najprawdopodobniej pełniący rolę filaru podtrzymującego nieboskłon (axis mundi). W cyklu pieśni opowiadających o Sampo zostaje on wykuty przez kowala Ilmarinena dla bogini świata podziemnego Louhi, a następnie wykradziony przez Ilmarinena i Väinämöinena. W bitwie pomiędzy nimi a Louhi, Sampo zostaje rozbity na kawałki, jednak wciąż zachowuje moc, by przynosić szczęście właścicielowi (np. związane z plonami).
W Kalevali Sampo to tzw. "młynek szczęścia" przynoszący szczęście posiadaczowi, wieczne źródło soli, pieniędzy i mąki. Sampo wykonał Ilmarinen z pióra, mleka płodnej krowy, runa jagnięcia urodzonego latem i ziarnka jęczmienia.
Kalevala X, 410-420:

Tedy kowal Ilmarien, Majster sławny z dawien dawna, Kował Sampo umiejętnie: Żeby z jednej mełło mąkę, Sól zasię z sąsiedniej strony, Z trzeciej wreszcie grosz gotowy. Jęło mleć to nowe Sampo. Pstre wieczko zakołowało, Aż namełło trzy sąsieki: Pierwszy z nich, by jeść co było, Drugi namełło na sprzedaż, Trzeci na zapas od święta.
Nazwa Sampo bywa łączona z sanskryckim skambha (filar) czy ałtajskim sumbur (góra świata).

## Sampo w kulturze
- popularna od wielu lat marka zapałek w Finlandii
- asteroida (2091) Sampo
- co najmniej dwa fińskie lodołamacze nosiły nazwę Sampo, jeden z nich funkcjonuje obecnie jako statek-muzeum w Kemi
- jeden z fińskich banków oraz spółka ubezpieczeniowa noszą nazwę Sampo
- piosenka fińskiej grupy Amorphis z albumu Skyforger